# Ерзен (річка)
Ерзен (алб. Erzeni) — річка в Центральній Албанії.
Довжина Ерзену 109 км, площа водозбору 760 км², включно з південною частиною округу Тирана та східною частиною округу Дуррес. Ерзен є сьомою за протяжністю річкою в Албанії.

## Назва
Давня іллірійська назва річки — Ardaxanos, що є похідним від *daksa «вода», «море», також зустрічається в назві острова Дакса, іллірійського племені дассаретійців і хаонського племені дексароїв. Вперше згадується Полібієм у II столітті до нашої ери. Сучасна назва Ерзен утворилася від давньої назви Ardaxanos через албанські фонетичні трансформації.

## Загальна інформація
Річка бере початок в Малі-ме-Гропа на висоті 1200 м над рівнем моря і лежить приблизно за 25 км на схід від Тирани біля Шенджерджа, тече на північний захід через Петреле і Сукт до Адріатичного моря за 12 км на північ від Дурреса. Значними притоками Ерзена є озеро Фарке, ріки Корре, Лане, Мурдхар, Штермен і Желліме.
Річка проходить через місто Тирана, лише за кілька кілометрів від його південного краю. Лише невелика гряда пагорбів відокремлює долину річки Ерзен від долини річок Лана, Тирана, Зеза і Теркуза, які впадають у річку Ішем. На південно-західній околиці біля Ізберішта простежується ледь помітний перехід від рівнини до долини Ерзену. Гирло лежить між Дурресом і виступом мису Родон у бухті Лалзі. Середня витрата води в гирлі становить 18,1 м³/с, максимальна витрата за рік перевищує мінімальну в одинадцять разів. Площа водозбору річки, до якої входять весь округ Тирана і частина території Дурресу, становить близько 700 км².
На березі річки знайдено братську могилу 22 жертв різанини 1951 року, санкціонованої особисто Енвером Ходжею.

## Галерея

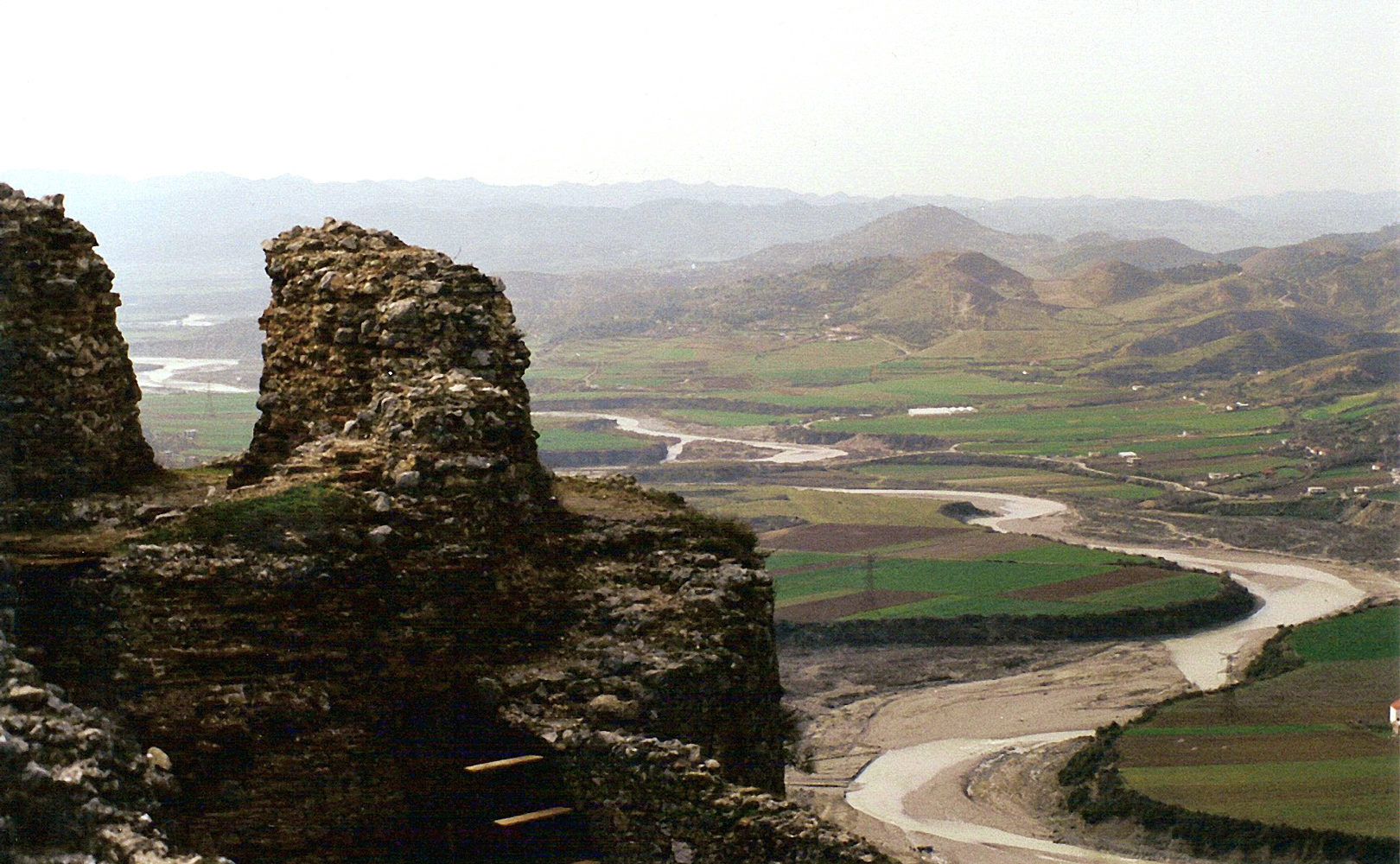
Долина Ерзен, вид з Петрельського замку[en]
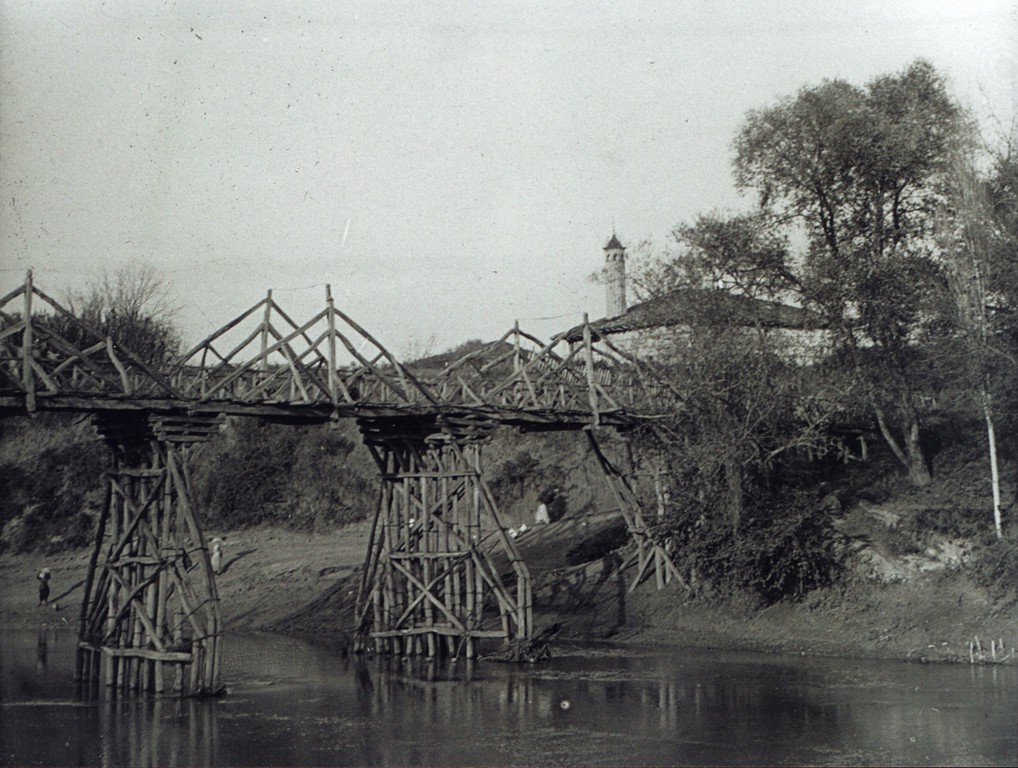
Міст біля Шияка, 1914 рік
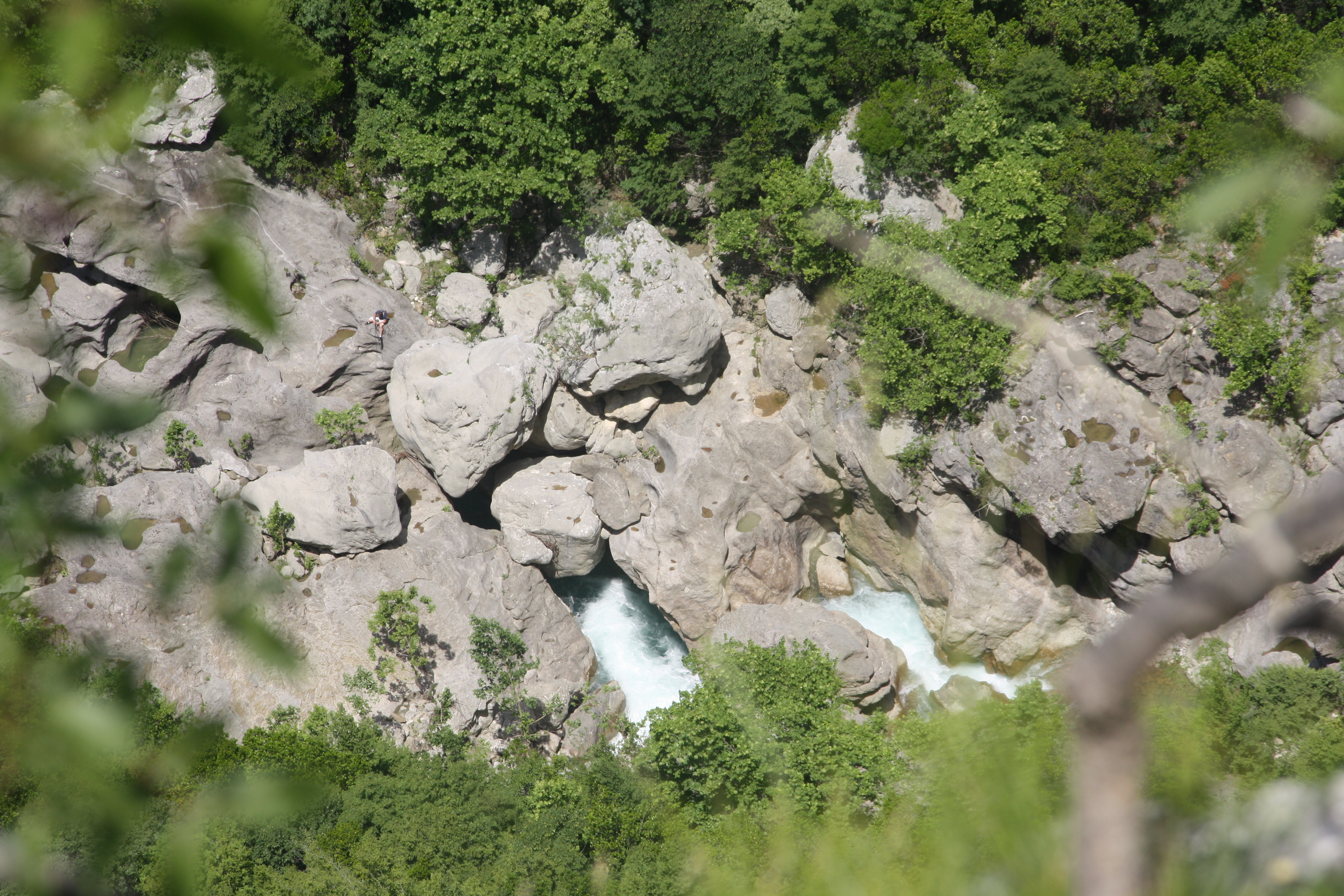
Скоранська ущелина